# Campylium porphyreticum
Campylium porphyreticum là một loài rêu trong họ Amblystegiaceae. Loài này được Müll. Hal. mô tả khoa học đầu tiên năm 1898.